# Коморники (гмина)
Коморники (пол. Komorniki) — сельская гмина (волость) в Польше, входит как административная единица в Познанский повет, Великопольское воеводство. Население — 13 330 человек (на 2004 год).

## Сельские округа
1. Хоменцице
2. Глухово
3. Коморники
4. Ленчица
5. Плевиска
6. Роснувко
7. Шренява
8. Виры
9. Ярославец
10. Росново
11. Валеряново

## Соседние гмины
1. Гмина Допево
2. Любонь
3. Гмина Мосина
4. Познань
5. Пущиково
6. Гмина Стеншев